# Better Off Ted
Better Off Ted är en amerikansk kontorssit-com som hade premiär den 18 mars 2009 i USA på kanalen ABC. Serien är skapad av Emmy Award-nominerade Victor Fresco.

## Handling
Serien är en satirisk kontorskomedi som handlar om Ted, chef för forskning och utveckling på Veridian Dynamics. Veridian Dynamics är ett stort multinationellt och samvetslöst företag som värderar vinst över moral. Ted är ensam förälder till en 7-årig dotter, Rose. På jobbet övervakar han de två forskarna Lem and Phil och huvudtestare Linda, som han även har känslor för. Hans chef är Veronica, en känslokall kvinna han en gång i tiden hade en affär med. Efter att företaget fryser ned en av sina forskare kryoniskt börjar Ted ifrågasätta deras moral.
I serien håller Ted en monolog med kameran för att berätta om sitt liv och seriens händelser.

## I rollerna
- Jay Harrington som Ted Crisp
- Portia de Rossi som Veronica Palmer
- Andrea Anders som Linda Zwordling
- Malcolm Barrett som Lem Hewitt
- Jonathan Slavin som Phil Mymen
- Isabella Acres som Rose Crisp